# 圣殿市场

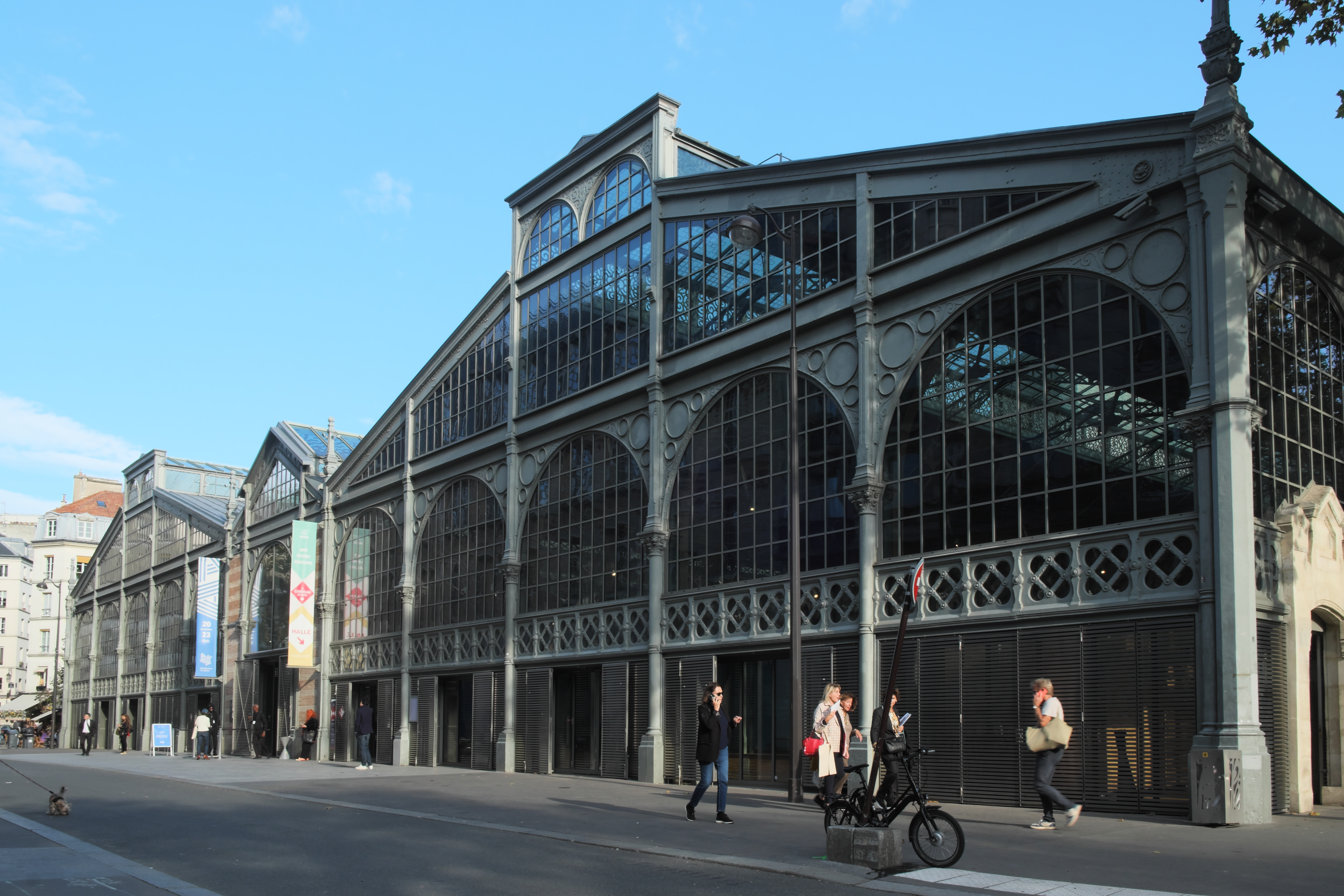
圣殿市场

圣殿市场（Carreau du Temple）是法国首都巴黎第三区的一个室内市场，兴建于1863年。
圣殿市场的所在地原是圣殿骑士团的总部圣殿塔，法国革命期间曾用来关押王室成员。 
1811年，在此地点兴建了木结构建筑的永久市场，1863年改建为铸铁、砖和玻璃结构建筑。 
这个市场专门售卖衣服，但是声望已有所下降。2004年当地居民投票，决定将其改建为多种用途的公共空间，2014年2月20日重新开放。

## 位置
圣殿市场离巴黎第三区市政大厅仅仅数米。
巴黎3路地铁的圣殿站离圣殿市场最近。

## 历史

### 古时地方庆节

#### 颂歌
1824年让-巴普蒂斯特·格让格在他的一首歌里说每周三人们在圣殿的圆形大厅里聚集歌唱。
这个歌唱团的名字是“乐趣之友”。

#### 狂欢节

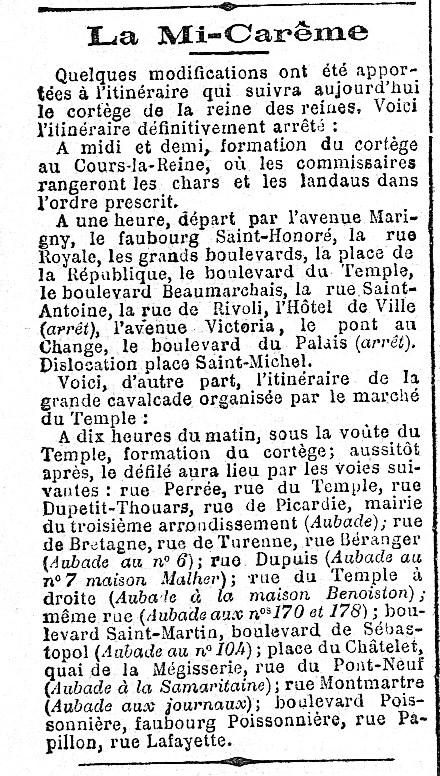
1901年3月14日宣布女王之女王的布告
.

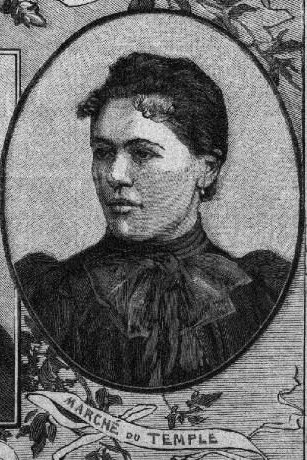
1898年的女王
.

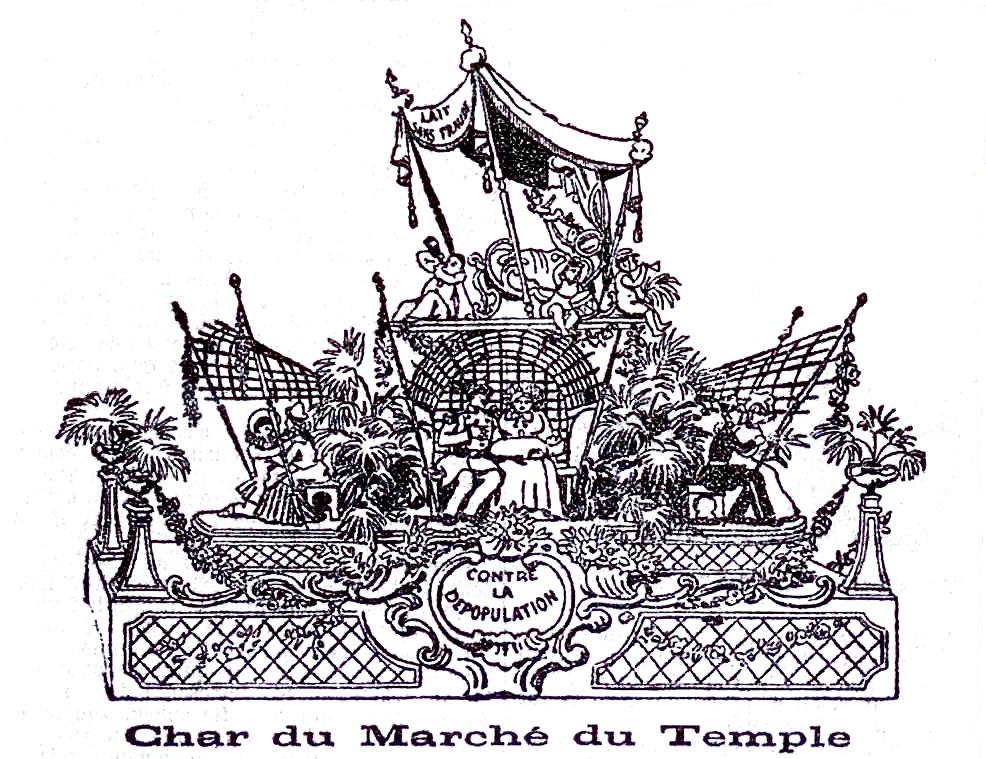
1902年的王座
.

19世纪末和20世纪初圣殿市场在狂欢节时选举一个女王，进行游行和跳舞。
在当时巴黎的媒体中多次出现圣殿市场女王的名字和她们的肖像，她们也当时也享受出名的名声。
这个在巴黎长时间非常有名的狂欢节今天已经被遗忘。

### 拆除的建筑

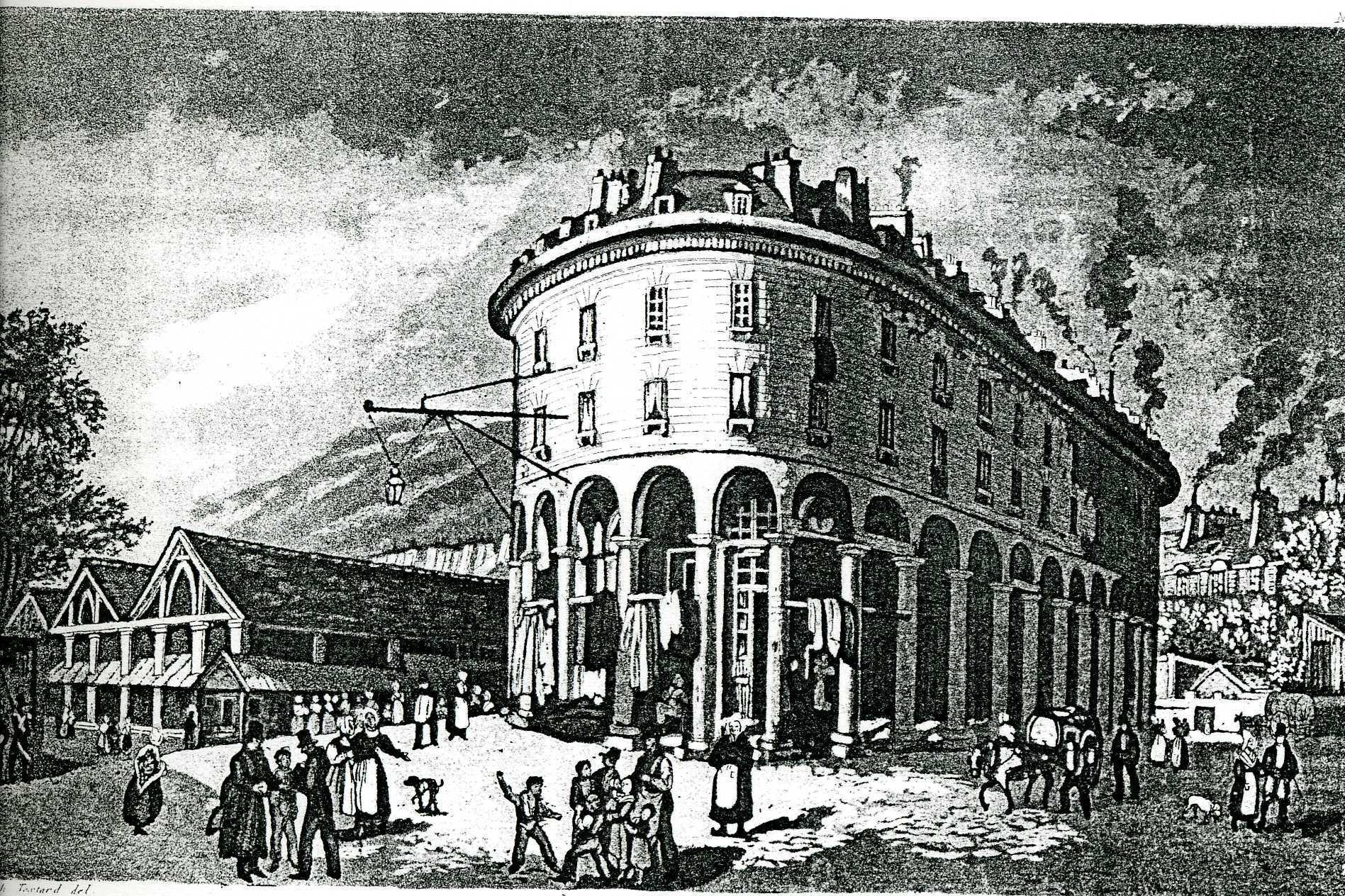
圣殿的圆形大厅和它左侧的木制大厅

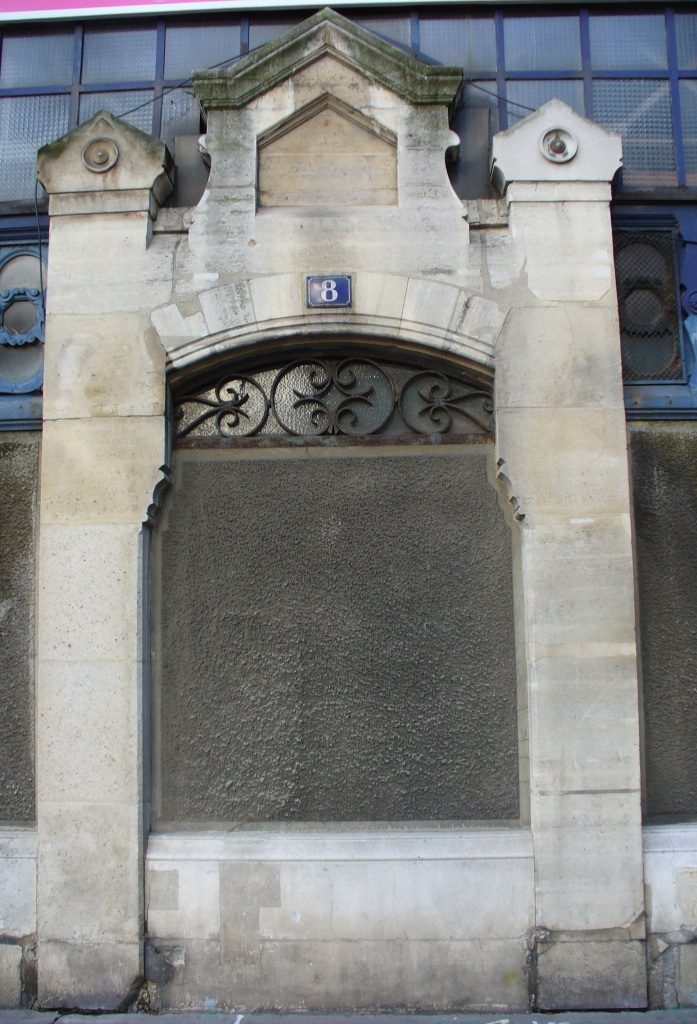
圆形大厅的遗迹

圣殿大厦的一部分是一座1788年建造的圆形大厅。这座建筑非常有名。里面的商店的租价非常高。
1802年拿破仑下令在圣殿市场进行“旧布、旧麻布和碎布”的交易。从1809年到1811年在圆形大厅的边上沿圣殿大街建造了四座木棚子。
这四座棚子各有自己的产品：
- 王宫大厅：地毯、丝绸、手套、衣着
- 花卉大厅：麻布
- 飞翔大厅：废物杂货
- 黑羽大厅：皮革

在木棚和圆形大厅之间有一段空地，直到第二次世界大战后这里有旧衣服买卖经营。

## 今天的建筑
1863年圆形大厅被拆除，由六个铸铁、玻璃和砖建造的亭子取代。
1904年巴黎展览在这里举行，次年六个亭子里四座被拆除，剩下的两个形成了一个巨大的大厅，即今天的圣殿市场。
圣殿市场的小杂货市场一开始非常成功，从1950年到1970年间越来越多的顾客来访。当时市场里有上千个摊头，1976年市场里还有360个摊头，到2000年只有十几个了。
1976年第三区的区长想拆除市场建造一座停车场，但是5000多人签名反对，最后这个计划被取消。
1982年市场的建筑被列入法国历史建筑列表。布料的买卖不断下降。市场偶尔被用来做模特表演以及其它庆祝的场所。2005年夏市场成为巴西年展出场所之一。路易斯·伊纳西奥·卢拉·达席尔瓦因此于2005年7月14日到此访问。

## 翻修

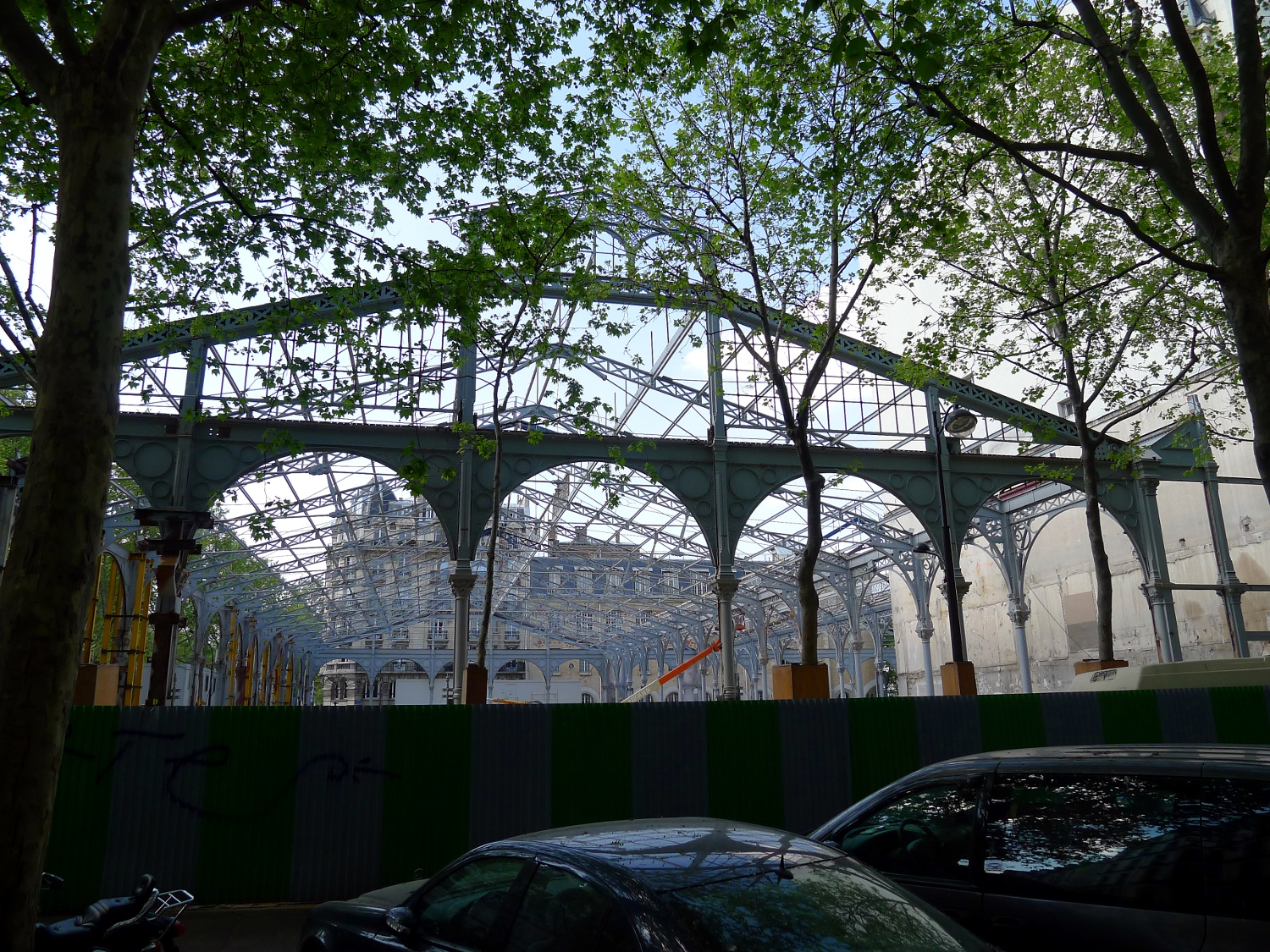
2011年施工中的圣殿市场

2001年新当选的市长贝特朗·德拉诺埃宣布决定彻底翻修市场建筑。巴黎市议会下决议翻修市场建筑。
2003年市议会号召收集翻修的建议，这个号召共获得了133个项目建议。经过讨论后最后挑选了三个建议，2004年2月第三区的市民投票对这三个建议进行选举。最后当选的建议获得了35.9% 的选票。
2007年五个建筑师竞争对这个计划施工，一个巴黎高级官员和建筑师组成的委员会于9月6日宣布了赢者。
在一楼有一座有250个席位的大厅，大厅有专门的入口。其它1600平方米的面积用来做体育、商业和展览使用。
开始预计的金费为3300万欧元，后来实际花费了4450万欧元，原因是一系列本来没有计划的支出如附加的隔音设施必须采纳。
2008年巴黎市议会同意建筑计划。2009年在工程开始后由于发现古代圣殿骑士会建筑的遗迹暂时停工，等待考古学家挖掘。
2012年9月让-吕克·贝耶被任命为圣殿市场的经理，他的任务包括开发娱乐和文化活动的项目。
2013年白夜之际市场首次在翻修后向公众开放。2014年2月20日它正式开放前夜再次向公众开放过一次。

## 新圣殿市场
今天的圣殿市场是一个综合体育、艺术、音乐会、沙龙、爱好者表演和演出的场所。
里面的艺术节目包括圣殿市场自己的节目以及与巴黎机关和法国国家机关以及私人企业合作的节目，其重点在于国际问题。

### 体育
新式的体育课程、学校和练习场地和传统的体育并存。比赛和体育示范使得许多体育项目的爱好者和顶尖运动员可以相互接触。

### “强时间”事件
时装是这个项目的历史轴线。在19世纪开始圣殿市场就是一个布料市场，因此按照这个计划它将成为一个时装表演、展出和销售的场地。
艺术、摄像、设计等等的展览、关于环境保护的事件、城市环境、新技术、世界各地的美食，所有这些都应该来到这个新式的“市场”。对于圣殿市场来说其挑战在于获取有道德和尊敬艺术的项目。